# Lymanopoda polymmatus
Lymanopoda polymmatus är en fjärilsart som beskrevs av Johannes Karl Max Röber 1927. Lymanopoda polymmatus ingår i släktet Lymanopoda och familjen praktfjärilar. Inga underarter finns listade i Catalogue of Life.